# Gmina Nykøbing Falster
Gmina Nykøbing Falster (duń. Nykøbing Falster Kommune) była w latach 1970–2006 (włącznie) jedną z gmin w Danii w okręgu Storstrøms Amt. Siedzibą władz gminy było miasto Nykøbing Falster. Gmina Nykøbing Falster została utworzona 1 kwietnia 1970 na mocy reformy podziału administracyjnego Danii. Po kolejnej reformie w 2007 r. weszła w skład gminy Guldborgsund.

## Dane liczbowe
- Liczba ludności: (♀ 12 218 + ♂ 13 265) = 25 483
  - wiek 0-6: 7,4%
  - wiek 7-16: 10,9%
  - wiek 17-66: 65,1%
  - wiek 67+: 16,6%
- zagęszczenie ludności: 191,6 osób/km²
- bezrobocie: 5,9% osób w wieku 17-66 lat
- cudzoziemcy z UE, Skandynawii i USA: 128 na 10 000 osób
- cudzoziemcy z krajów Trzeciego Świata: 249 na 10 000 osób
- liczba szkół podstawowych: 7 (liczba klas: 113)